# Лексингтон (Северна Каролина)
Лексингтон (енгл. Lexington) град је у америчкој савезној држави Северна Каролина.

## Демографија
По попису из 2010. године број становника је 18.931, што је 1.022 (-5,1%) становника мање него 2000. године.
| Група             | 2000.          | 2010.         |
| Белци             | 10.936 (54,8%) | 9.424 (49,8%) |
| Афроамериканци    | 5.968 (29,9%)  | 5.377 (28,4%) |
| Азијати           | 511 (2,6%)     | 554 (2,9%)    |
| Хиспаноамериканци | 2.135 (10,7%)  | 3.082 (16,3%) |
| Укупно            | 19.953         | 18.931        |